# Estádio Municipal Coronel José Bezerra
Het Estádio Municipal Coronel José Bezerra is een multifunctioneel stadion in Currais Novos, een stad in Brazilië. Het stadion heeft als bijnamen 'Bezerrão', 'Jaula do Leão' en 'Calderão'.
Het stadion wordt vooral gebruikt voor voetbalwedstrijden, de voetbalclub ACD Potyguar Seridoense maakt gebruik van dit stadion. In het stadion is plaats voor 2.000 toeschouwers. Het stadion werd geopend in 1967.